# Eighth World
Eighth World (estilitzat EIGHth WØRlD) és el vuitè àlbum d'estudi de la cantant japonesa Misia i el primer després de tornar a signar amb el segell BMG Japan, que es va editar el 9 de gener de 2008. Inclou els senzills «Any Love» i «Royal Chocolate Flush», així com la versió del tema «Winter Campaign Holy December, Be in Love with J-Wave» de J-Wave i el tema principal de la versió japonesa de la pel·lícula Bridge to Terabithia, To «Be in Love». L'àlbum va aconseguir la certificació d'or de la RIAJ al vendre'n més de 100.000 còpies.

## Llista de cançons
Totes les lletres escrites per Misia, exceptuant "Ishin Denshin", que ha estat escrita per Mayumi Satō. 
| Núm. | Títol                                                                                  | Música       | Durada |
| ---- | -------------------------------------------------------------------------------------- | ------------ | ------ |
| 1.   | «Ishin Denshin» (以心伝心)                                                             | Sakoshin     | 4:45   |
| 2.   | «Any Love»                                                                             | Sinkiroh     | 4:52   |
| 3.   | «Royal Chocolate Flush»                                                                | Sakoshin     | 3:53   |
| 4.   | «November: Interlude»                                                                  | Sinkiroh     | 0:57   |
| 5.   | «Missing Autumn»                                                                       | Sinkiroh     | 4:59   |
| 6.   | «To Be in Love»                                                                        | Joi          | 6:17   |
| 7.   | «Hadashi no Kisetsu» (裸足の季節 , "Barefoot Season")                                  | Jun Sasaki   | 5:36   |
| 8.   | «Chandelier»                                                                           | Joi          | 4:26   |
| 9.   | «Hybrid Breaks: Interlude»                                                             | Sakoshin     | 1:02   |
| 10.  | «Dance Dance»                                                                          | Sakoshin     | 5:31   |
| 11.  | «Taiyō no Chizu» (太陽の地図 , "Map of the Sun")                                       | Gomi, Shusui | 4:58   |
| 12.  | «Soba ni Ite...» (そばにいて... , "Stay by My Side")                                   | Sinkiroh     | 5:01   |
| 13.  | «Kimi wa Sōgen ni Nekoronde» (君は草原に寝ころんで , "You Lay Down on the Grasslands") | Joi          | 4:40   |
| 14.  | «Taiyō no Malaika» (太陽のマライカ , "Angel of the Sun")                               | Misia        | 4:47   |

## LlistaOriconde vendes
| Llançament   | Llista                          | Posició | Vendes debut | Vendes totals | Duració     |
| ------------ | ------------------------------- | ------- | ------------ | ------------- | ----------- |
| 9 gener 2008 | Llista Oricon diària d'àlbums   | 1       |              | 131.635       | 11 setmanes |
| 9 gener 2008 | Llista Oricon setmanal d'àlbums | 3       | 70.916       | 131.635       | 11 setmanes |
| 9 gener 2008 | Llista Oricon mensual d'àlbums  | 12      |              | 131.635       | 11 setmanes |
| 9 gener 2008 | Llista Oricon anual d'àlbums    | 85      |              | 131.635       | 11 setmanes |

## Llista de vendes físiques
| Llista                                 | Posició |
| -------------------------------------- | ------- |
| Lista Oricon diària d'àlbums           | 1       |
| Llista Oricon setmanal d'àlbums        | 3       |
| Llista Oricon mensual d'àlbums         | 12      |
| Llista Oricon anual d'àlbums           | 85      |
| Billboard Japan TOP Albums             | 3       |
| Llista G-Music J-pop (Taiwan)          | 4       |
| Llista Five Music J-pop/K-pop (Taiwan) | 5       |
| Llista Soundscan d'àlbums              | 2       |